# Barraca de l'Almadrava
La Barraca de l'Almadrava és una construcció popular del municipi de Roses (Alt Empordà) protegida com a bé cultural d'interès local.

## Descripció
Situada a l'est del nucli urbà de la població de Roses, a la platja de l'Almadrava o Canyelles Grosses, a primera línia de mar.
Edifici de planta rectangular, d'uns vint metres de longitud per uns cinc d'amplada, format per una sola crugia, amb la teulada a una vessant i el pendent de caiguda damunt la façana principal. Les obertures són rectangulars, tant la porta com les finestres. S'observa una porta tapiada a l'extrem oest, que estava alineada amb l'escala que pujava des de la platja. A les finestres originals, d'obertura quadrada i amb l'ampit motllurat es van afegir, modernament, tres obertures en forma d'ull de bou. Davant de la barraca hi havia una terrassa de la que no se'n conserva cap vestigi.

## Història
Les barraques de pescadors eren refugis comunals destinats als pescadors quan les condicions climatològiques eren adverses. Al seu interior es trobaven estris de cuina, llars de foc i tot l'imprescindible per resguardar-se. A Roses es documenten diferents barraques a la platges de Jóncols, Montjoi, Pelosa, Canyelles Grosses i Canyelles Petites.
El topònim de barraca fa referència a l'ormeig o sistema de pesca, de grans dimensions, destinat principalment a capturar vols de peixos migradors com tonyines o bonítols. Aquest sistema consistia a encerclar una part del mar per tancar els peixos mitjançant una malla, que després es llevava a través de ganxos i fitores.
Es conserven fotografies de l'element datades a finals del segle xix i principis del segle XX a l'Arxiu Municipal de Roses. Com anècdota cal esmentar que durant la  Guerra Civil, la barraca va ser ocupada per les tropes Republicanes. Al final dels anys 40 va ser comprada per un francès.